# Dirham EAU
Dirhamul E.A.U. (sau dirhamul emirian) este unitatea monetară oficială a Emiratelor Arabe Unite din decembrie 1971.
Codul ISO 4217 (abrevierea monetară) pentru dirhamul Emiratelor Arabe Unite este AED. Abrevierile neoficiale includ DH sau Dhs. Dirhamul are subdiviziunea fils. (1 dirham EAU = 100 fils).

## Monede
În 1973, existau monedele cu valorile: 1, 5, 10, 25, 50 fils și bancnota de 1 dirham.

## Bancnote
| Emisiunea din 1982 | Emisiunea din 1982 | Emisiunea din 1982 | Emisiunea din 1982 | Emisiunea din 1982 | Emisiunea din 1982                                   |
| Imagine            | Imagine            | Valoare            | Culoare principală | Descriere          | Descriere                                            |
| Față               | Verso              | Valoare            | Culoare principală | Față               | Verso                                                |
| ------------------ | ------------------ | ------------------ | ------------------ | ------------------ | ---------------------------------------------------- |
|                    |                    | 5 Dirhami          | Maro               |                    | Bazarul Central Șarja, cunoscut ca Bazarul Islamic   |
|                    |                    | 10 Dirhamo         | Verde              |                    | Hanger (Arabic: خنجر)                                |
|                    |                    | 20 dirhami         | Albastru           |                    | Dhow folosit la comerțul tradițional (numit Samaa)   |
|                    |                    | 50 dirhami         | Oranj              |                    | Cetatea al-Jahili (غزال)                             |
|                    |                    | 100 dirhami        | Roz                |                    | Clădirea "WTC" din Dubai                             |
|                    |                    | 200 dirhami        | Verde / Maro       |                    | Clădirea Băncii centrale a EAU                       |
|                    |                    | 500 dirhami        | Albastru           |                    | Mocheea Jumeirah, una din cele mai cunoscute din EAU |
|                    |                    | 1.000 dirhami      | Albastru-verzui    |                    | Vedere a orizontului orașului Abu Dhabi              |